# Янгъёган
Янгъёган (устар. Янг-Ёган) — река в России, протекает по Ямало-Ненецкому АО. Устье реки находится в 41 км по правому берегу реки Симиёган. Длина реки составляет 65 км.
- В 43 км от устья по правому берегу реки впадает река Тинъёган.
- В 45 км от устья по левому берегу реки впадает река Нюдя-Янгъёган.

## Данные водного реестра
По данным государственного водного реестра России относится к Нижнеобскому бассейновому округу, водохозяйственный участок реки — Надым. Речной бассейн реки — Надым.
Код объекта в государственном водном реестре — 15030000112115300047699.